# Simon van den Berg

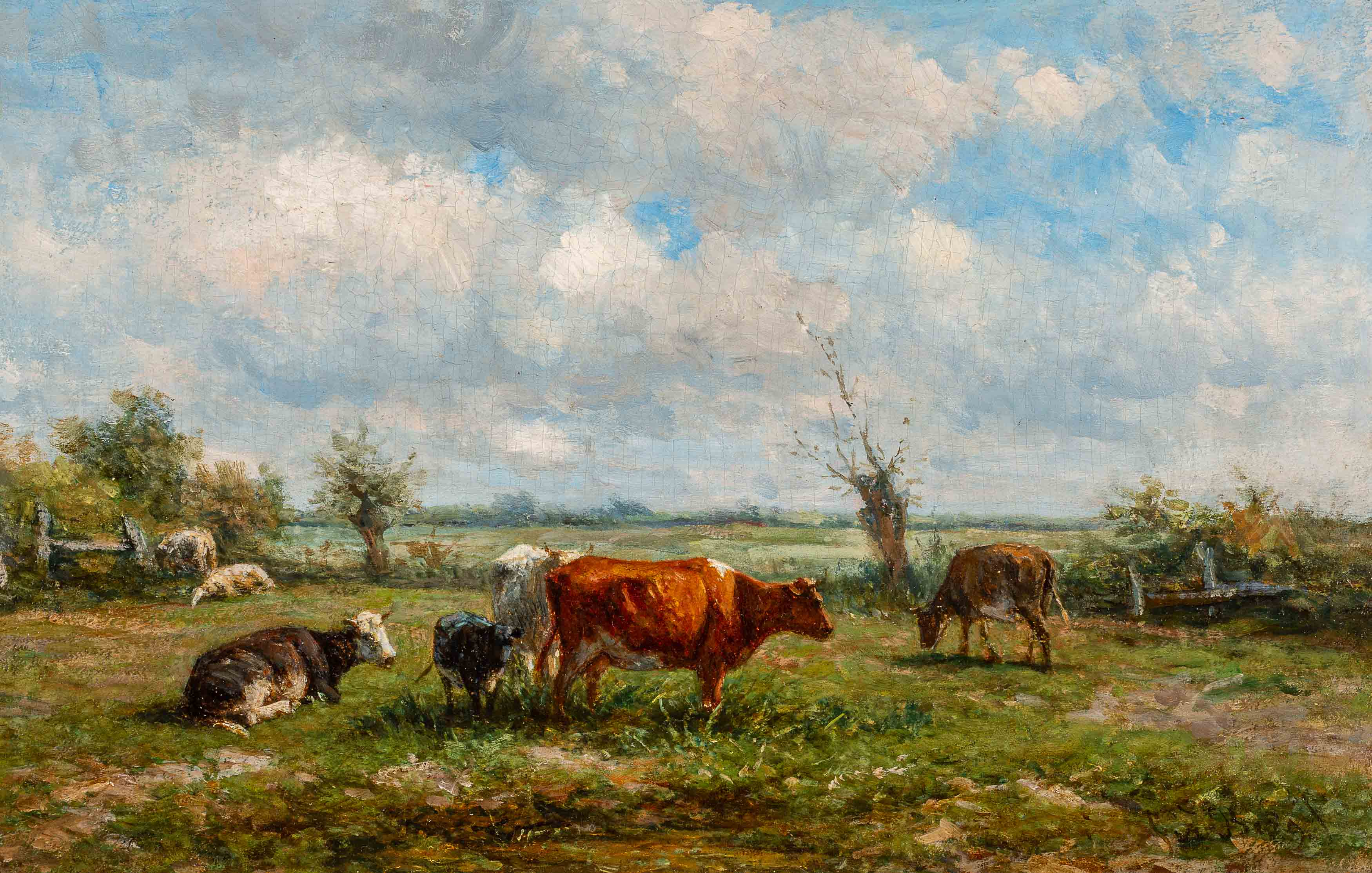
Rinder in einer Polderlandschaft

Simon van den Berg (* 4. November 1812 in Overschie in der Gemeinde Rotterdam; † 8. Juli 1891 in Arnhem) war ein niederländischer Landschaftsmaler. 
Simon van den Berg begann seine künstlerische Ausbildung beim Kutschenmaler François Adriaan Molijn in Rotterdam und setzte sie bei Jacob de Meijer (Zeichnung) und Pieter Gerardus van Os (Tiere und Figuren) fort. 
Als freischaffender Künstler war er mit Christiaan Immerzeel, Pierre Louis Dubourcq, Adrianus Johannes Ehnle und Jacobus Theodorus Abels befreundet. Er widmete sich der Landschaftsmalerei. 1841 heiratete er die Schwester von Immerzeel.
Er kopierte 1836 eine Landschaft von Anthonius Renardus Rietstap. Er beschäftigte sich auch mit der Radierung und der Lithografie.
Von 1875 bis 1880 war er als Unterdirektor, von 1880 bis 1889 als Direktor des Mauritshuis tätig. Zu seinen Schülern gehörten u. a. Johannes Martinus Bach, Albertus Gerardus Bilders, Jos Henke, Willem Jacob Hofdijk, Barend Leonardus Hendriks und Ferdinand Johannes Jacobus Maris.
Simon van den Berg wechselte in seinem Leben mehrmals den Wohnort: Von 1835 bis 1836 wohnte er in Den Haag, 1837 in Overschie, 1838 in Velsen, 1839 in Den Haag, von 1840 bis 1842 in Amsterdam, von 1843 bis 1850 in Haarlem, um 1852 in Heemstede bei Haarlem, dann wieder ab 1854 in Den Haag; nach 1889 zog er nach Arnhem.